# Dichaetomyia contraria
Dichaetomyia contraria är en tvåvingeart som först beskrevs av Walker 1859.  Dichaetomyia contraria ingår i släktet Dichaetomyia och familjen husflugor. Inga underarter finns listade i Catalogue of Life.